# Fútbol playa en los Juegos Bolivarianos de Playa 2016
El torneo de fútbol playa de los Juegos Bolivarianos de Playa de 2016 se realizó en Iquique, Chile, del 29 de noviembre al 3 de diciembre de 2016.

## Participantes
| - Chile - Ecuador - El Salvador - Paraguay | - Perú - Venezuela - Panamá |

## Fase de grupos

### Grupo A
| Equipo  | Pts. | PJ | PG | PG+ | PP | GF | GC | Dif. |
| ------- | ---- | -- | -- | --- | -- | -- | -- | ---- |
| Chile   | 3    | 2  | 1  | 0   | 1  | 14 | 10 | +4   |
| Ecuador | 1    | 2  | 0  | 1   | 1  | 7  | 11 | -4   |
| Perú    | 1    | 2  | 0  | 1   | 1  | 11 | 11 | 0    |

| Fecha      | Hora  | Partido | Partido | Partido | Resultado      |
| ---------- | ----- | ------- | ------- | ------- | -------------- |
| 29/11/2016 | 22:00 | Perú    | -       | Chile   | 7-7 (3-1 pen.) |
| 30/11/2016 | 20:45 | Ecuador | -       | Perú    | 4-4 (5-4 pen.) |
| 01/12/2016 | 22:00 | Chile   | -       | Ecuador | 7-3            |

### Grupo B
| Equipo      | Pts. | PJ | PG | PG+ | PP | GF | GC | Dif. |
| ----------- | ---- | -- | -- | --- | -- | -- | -- | ---- |
| Paraguay    | 8    | 3  | 2  | 1   | 0  | 15 | 5  | +10  |
| El Salvador | 6    | 3  | 2  | 0   | 1  | 16 | 6  | +10  |
| Venezuela   | 3    | 3  | 1  | 0   | 2  | 4  | 9  | -5   |
| Panamá      | 0    | 3  | 0  | 0   | 3  | 5  | 20 | -15  |

| Fecha      | Hora  | Partido     | Partido | Partido     | Resultado  |
| ---------- | ----- | ----------- | ------- | ----------- | ---------- |
| 29/11/2016 | 19:30 | Panamá      | -       | Paraguay    | 1-6        |
| 29/11/2016 | 20:45 | El Salvador | -       | Venezuela   | 2-0        |
| 30/11/2016 | 19:30 | El Salvador | -       | Panamá      | 10-1       |
| 30/11/2016 | 22:00 | Paraguay    | -       | Venezuela   | 4-0        |
| 1/12/2016  | 19:30 | Venezuela   | -       | Panamá      | 4-3        |
| 1/12/2016  | 20:45 | Paraguay    | -       | El Salvador | 5-4 (e.t.) |

### Partidos por el quinto lugar
| 02 de diciembre de 2016 | Perú | 3-2 (t. s.) | Panamá |  |  |
| 18:15                   |      |             |        |  |  |

| 03 de diciembre de 2016 | Perú | 0-3 | Venezuela |  |  |
| 17:00                   |      |     |           |  |  |

### Semifinales
| 02 de diciembre de 2016 | Chile | 2-3 | El Salvador |  |  |
| 19:00                   |       |     |             |  |  |

| 02 de diciembre de 2016 | Ecuador | 4-6 | Paraguay |  |  |
| 18:15                   |         |     |          |  |  |

### Disputa por el bronce
| 03 de diciembre de 2016 | Chile | 6-4 | Ecuador |  |  |
| 18:15                   |       |     |         |  |  |

### Disputa por el oro
| 03 de diciembre de 2016 | El Salvador | 5-3 | Paraguay |  |  |
| 19:30                   |             |     |          |  |  |

## Medallero
| Evento    | Oro         | Plata    | Bronce |
| --------- | ----------- | -------- | ------ |
| Masculino | El Salvador | Paraguay | Chile  |